# Cerviniopsis longocaudata
Cerviniopsis longocaudata är en kräftdjursart som beskrevs av Georg Ossian Sars 1903. Cerviniopsis longocaudata ingår i släktet Cerviniopsis, och familjen Cerviniidae. Arten har ej påträffats i Sverige.